# Wilga Garwolin
GKS Wilga Garwolin – polski klub sportowy z Garwolina, który posiada sekcje: piłkarską i lekkoatletyczną.

## Dane o klubie
- Adres klubu – ul. Sportowa 34
08-400 Garwolin
- Rok założenia – 1922
- Prezes – Waldemar Mrugała

## Wychowankowie klubu
- Janusz Pająk - zapaśnik, wychowanek Wilgi Garwolin, później zawodnik Skry Warszawa; uczestnik olimpiady w Meksyku.

- Grzegorz Piesio - piłkarz, wychowanek Wilgi Garwolin, grał m.in. w takich klubach jak: Górnik Łęczna, Dolcan Ząbki, Arka Gdynia, GKS Katowice, Kotwica Kołobrzeg; obecnie piłkarz Wilgi Garwolin.

## Klub siatkarski
GTS Wilga Garwolin - męska sekcja siatkarska uczestnicząca w rozgrywkach II ligi.